# Kentuckyveldtocht

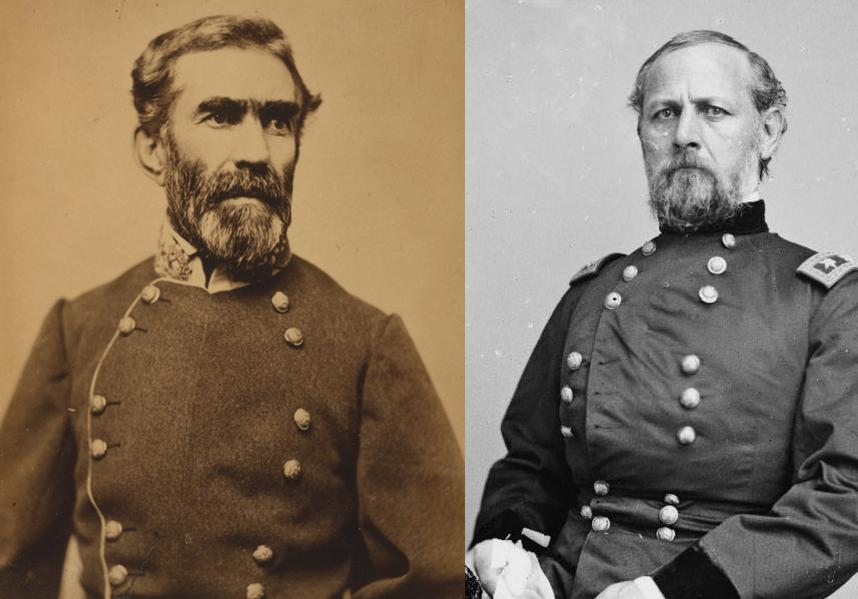
Zuidelijke generaal Braxton Bragg en de Noordelijke generaal Don Carlos Buell, de belangrijkste bevelhebbers van de veldtocht.

De Kentuckyveldtocht of het Zuidelijke offensief in de Heartland vond plaats tussen juni en oktober 1862 in oostelijk Tennessee en Kentucky tijdens de Amerikaanse Burgeroorlog. Zuidelijke eenheden onder leiding van Braxton Bragg en Edmund Kirby Smith voerden een reeks manoeuvres uit om het Noordelijke Army of the Ohio te flankeren. Zo hoopten ze om Kentucky te veroveren voor de Zuidelijke zaak. Hoewel de Zuidelijken enkele successen boekten, werd hun opmars gestopt in de Slag bij Perryville. Kentucky bleef voor de rest van de oorlog stevig in Noordelijke handen.

## Achtergrond
De Noordelijke veldtochten in het westen waren in 1862 succesvol geweest. De Noordelijke marine had de rivieren de Tennessee en de Cumberland opnieuw geopend na de Slag om Fort Henry en de Slag om Fort Donelson. Het westelijk deel van Tennessee was in Noordelijke handen gevallen na de val van Corinth. Admiraal David Farragut had Orleans veroverd. De volgende stad op hun lijstje was Vicksburg in Mississippi. Daardoor werd het behoud van Vicksburg zeer belangrijk voor de Zuidelijken. Generaal Braxton Bragg wilde de aandacht van Vicksburg en Chattanooga afleiden door Kentucky binnen te vallen.

## De veldtocht

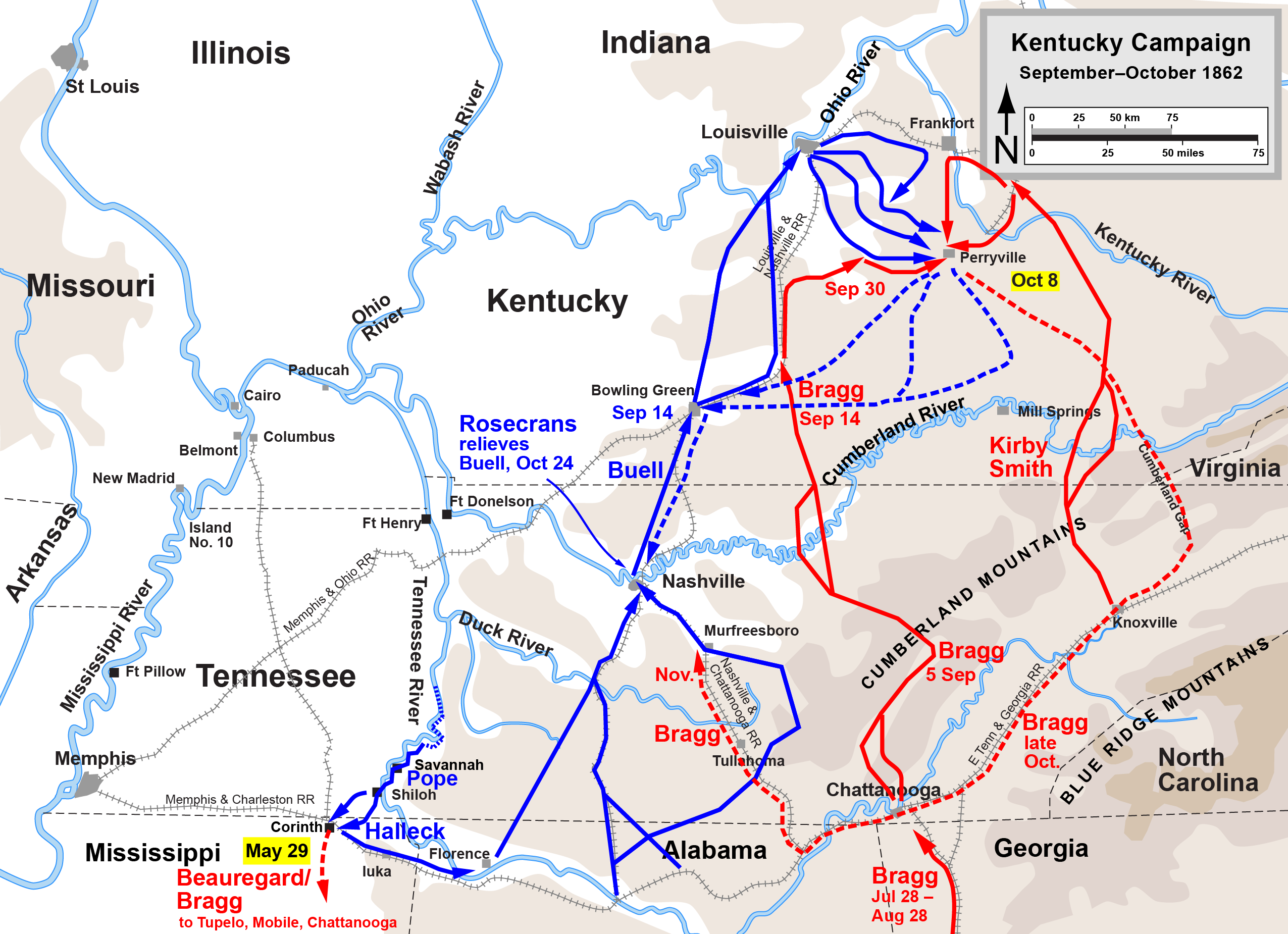
manoeuvres in het westen vanaf het beleg van Corinth tot de Kentuckyveldtocht.

In augustus 1862 viel generaal Braxton Bragg Kentucky binnen. Hij hoopte hiermee enerzijds de vele sympathisanten voor de Zuidelijke zaak over de streep te trekken en anderzijds het leger van generaal-majoor Don Carlos Buell over de rivier de Ohio te krijgen om het daarna te verslaan. Bragg vervoerde zijn infanterie via de spoorwegen van Tupelo, Mississippi naar Chattanooga, Tennessee. Zijn artillerie en cavalerie verplaatste zich via de wegen. Door zijn leger naar Chattanooga te verplaatsten kon Bragg de opmars van Buell contesteren.
Toen Bragg zijn leger bij Chattanooga had geconcentreerd, zou hij aansluiting zoeken bij het leger van luitenant-generaal Edmund Kirby Smith die bij Knoxville, Tennessee gelegerd was. In de Slag bij Munfordville slaagde Bragg erin om 4.000 Noordelijken gevangen te nemen. Daarna dirigeerde hij zijn leger naar Bardstwon in Kentucky. Op 4 november 1862 woonde hij de inauguratie van Richard Hawes bij, de eerste Zuidelijke gouverneur van Kentucky. Op 8 oktober overwon een vleugel van Braggs leger onder generaal-majoor Leonidas Polk Buells leger in de Slag bij Perryville.
Kirby Smith drong er bij Bragg op aan om zijn successen verder uit te buiten. Bragg trok zijn leger terug door de Cumberland Gap naar Knoxville in Tennessee. Hij verwees hiernaar als een succesvolle tactische terugtocht na een succesvolle raid in Kentucky. Hij had echter verschillende redenen om zich terug te trekken. Bragg ontving slecht nieuws vanuit noordelijke Mississippi. Earl Van Dorn en Sterling Price waren verslagen in Corinth. Robert E. Lee had geen vooruitgang geboekt na zijn Marylandveldtocht. Bragg besefte dat een geïsoleerde overwinning niets opbracht, maar een nederlaag zou de buit en zijn leger kunnen kosten.

## Gevolgen
De inval in Kentucky was een strategische mislukking. Hij had weliswaar de Noordelijke eenheden uit het noorden van Alabama en het centrum van Tennessee verdreven. Het zou nog een jaar duren vooraleer de Noordelijken er opnieuw in slaagden om het te heroveren. Bragg kreeg de wind van voren door de kranten en twee van zijn eigen generaals (Polk en Hardee). Toch was de mislukking van het offensief deels toe te schrijven aan het opperbevel van de Zuidelijke legers. De legers van Bragg en Kirby Smith verloren slagkracht door een slecht werkend opperbevel.